# Вознесенская епархия
Вознесе́нская епа́рхия — епархия Украинской православной церкви в административных границах Вознесенского, Кривоозёрского, Первомайского, Врадиевского, Доманёвского, Арбузинского, Братского, Веселиновского и Еланецкого районов Николаевской области.

## История
Учреждена 25 августа 2012 года решением Священного синода Украинской православной церкви, путём выделения из состава Николаевской епархии. Епископом Вознесенским и Первомайским определено быть игумену Алексию (Шпакову), клирику Киевской епархии.